# Persone di nome Paola
| Questa pagina contiene informazioni ricavate automaticamente dalle voci biografiche con l'ausilio del template Bio e di un bot. L'aggiornamento è periodico e automatico e ricostruisce completamente la pagina. Se manca una persona in questa lista, sei pregato di non aggiungerla, ma accertati piuttosto che la sua voce biografica contenga il template Bio e che i dati anagrafici siano correttamente compilati. Se il template Bio manca, inseriscilo tu stesso o, in alternativa, metti l'avviso {{tmp\|Bio}} che ne segnala la mancanza. Se i dati riportati sono sbagliati, correggi direttamente la voce biografica; le modifiche saranno visibili in questa lista entro pochi giorni. Per chiarimenti vedi il progetto antroponimi. La lista contiene solo le 243 persone che sono citate nell'enciclopedia e per le quali è stato implementato correttamente il template Bio. Pagina aggiornata al 22 lug 2025. |

Questa è una lista di persone presenti nell'enciclopedia che hanno il nome Paola, suddivise per attività principale.

## Annunciatrici televisive(2)
- Paola Mari, annunciatrice televisiva e conduttrice televisiva italiana (Roma)
- Paola Perissi, annunciatrice televisiva e conduttrice televisiva italiana (Sondrio, n. 1944)

## Antropologhe(1)
- Paola Tabet, antropologa italiana (Pisa, n. 1935)

## Apneiste(1)
- Paola Tagliabue, apneista italiana (Como, n. 1976)

## Archeologhe(2)
- Paola Davoli, archeologa e egittologa italiana (Reggio Emilia, n. 1964)
- Paola Zancani Montuoro, archeologa italiana (Napoli, n. 1901 - Sant'Agnello, † 1987)

## Arciere(1)
- Paola Fantato, arciera italiana (Verona, n. 1959)

## Artiste(2)
- Paola Grossi Gondi, artista, pittrice e scenografa italiana (Roma, n. 1964)
- Paola Pivi, artista italiana (Milano, n. 1971)

## Attiviste(1)
- Paola Dell'Orto, attivista italiana (Milano, n. 1935)

## Attrici(36)
- Paola Abruzzo, attrice e regista italiana (Castellaneta, n. 1946)
- Paola Bacci, attrice italiana (Milano, n. 1939 - Roma, † 2024)
- Paola Barbara, attrice italiana (Roma, n. 1912 - Anguillara Sabazia, † 1989)
- Paola Borboni, attrice italiana (Golese, n. 1900 - Bodio Lomnago, † 1995)
- Paola Calliari, attrice, danzatrice e sceneggiatrice italiana (Trento, n. 1991)
- Paola Corazzi, attrice italiana (Roma, n. 1949)
- Paola Cortellesi, attrice, comica e sceneggiatrice italiana (Roma, n. 1973)
- Paola Tiziana Cruciani, attrice e regista teatrale italiana (Roma, n. 1958)
- Paola D'Arienzo, attrice italiana (Torino, n. 1975)
- Paola Del Bosco, attrice, doppiatrice e direttrice del doppiaggio italiana (Roma, n. 1952)
- Paola Dominguín, attrice, imprenditrice e stilista spagnola (Madrid, n. 1960)
- Paola Gassman, attrice italiana (Milano, n. 1945 - Roma, † 2024)
- Paola Lavini, attrice italiana (Modena, n. 1979)
- Paola Maiolini, attrice italiana (Roma, n. 1953)
- Paola Mannoni, attrice e doppiatrice italiana (Bologna, n. 1940)
- Paola Minaccioni, attrice, comica e conduttrice radiofonica italiana (Roma, n. 1971)
- Paola Montenero, attrice italiana (Roma, n. 1951 - Roma, † 2016)
- Paola Mori, attrice italiana (n. 1928 - Las Vegas, † 1986)
- Paola Morra, attrice italiana (Roma, n. 1959)
- Paola Andino, attrice statunitense (Bayamón, n. 1998)
- Paola Núñez, attrice messicana (Tijuana, n. 1978)
- Paola Onofri, attrice italiana (Roma, n. 1962)
- Paola Pace, attrice e regista italiana (Palermo, n. 1963)
- Paola Pessot, attrice e conduttrice televisiva italiana (Roma, n. 1976)
- Paola Pezzaglia, attrice italiana (Milano, n. 1886 - Firenze, † 1925)
- Paola Pitagora, attrice e cantante italiana (Parma, n. 1941)
- Paola Pitti, attrice e modella italiana (Bologna, n. 1947)
- Paola Quattrini, attrice italiana (Roma, n. 1944)
- Paola Rey, attrice colombiana (San Gil, n. 1979)
- Paola Rinaldi, attrice italiana (Roma, n. 1959)
- Paola Sallustro, attrice e cantautrice argentina (Buenos Aires, n. 1988)
- Paola Sambo, attrice italiana (Trieste, n. 1962)
- Paola Senatore, attrice italiana (Roma, n. 1949)
- Paola Tedesco, attrice e doppiatrice italiana (Roma, n. 1952)
- Paola Turbay, attrice, modella e conduttrice televisiva statunitense (Houston, n. 1970)
- Paola Veneroni, attrice e doppiatrice italiana (Milano, n. 1922 - † 2021)

## Attrici pornografiche(1)
- Jennifer Luv, ex attrice pornografica peruviana (Lima, n. 1983)

## Attrici teatrali(2)
- Paola Della Pasqua, attrice teatrale, doppiatrice e direttrice del doppiaggio italiana (Monza, n. 1969)
- Paola Dionisotti, attrice teatrale e attrice televisiva italiana (Torino, n. 1946)

## Avvocate(1)
- Paola Severino, avvocata e politica italiana (Napoli, n. 1948)

## Bibliotecarie(1)
- Paola Bragantini, bibliotecaria e politica italiana (Torino, n. 1974)

## Calciatrici(7)
- Paola Boglioni, calciatrice italiana (Brescia, n. 2001)
- Paola Bresciano, ex calciatrice e ex modella italiana (Trapani, n. 1960)
- Paola Brumana, ex calciatrice italiana (Como, n. 1982)
- Paola Cardia, ex calciatrice italiana (Capoterra, n. 1952)
- Paola Cuciniello, calciatrice italiana (San Giorgio a Cremano, n. 1997)
- Paola Di Marino, calciatrice italiana (Napoli, n. 1994)
- Paola Zanni, ex calciatrice italiana (n. 1977)

## Canottiere(2)
- Paola Grizzetti, ex canottiera italiana (Locate Varesino, n. 1965)
- Paola Protopapa, canottiera e velista italiana (Roma, n. 1965)

## Cantanti(8)
- Paola Bertoni, cantante italiana (Ravenna, n. 1943 - Ravenna, † 2018)
- Paola Falchi, cantante e attrice italiana (Roma, n. 1940)
- Paola Folli, cantante italiana (Milano, n. 1965)
- Paola Folzini, cantante italiana (Milano, n. 1953)
- Paola Molino, cantante e attrice teatrale italiana (Napoli, n. 1979)
- Paola Musiani, cantante italiana (Vignola, n. 1949 - Bologna, † 1985)
- Paola Neri, cantante italiana (Roma, n. 1940 - Roma, † 2022)
- Paola del Medico, cantante svizzera (San Gallo, n. 1950)

## Cantautrici(3)
- Paola Iezzi, cantautrice, musicista e disc jockey italiana (Milano, n. 1974)
- Paola Orlandi, cantautrice italiana (Roma, n. 1938 - Milano, † 2025)
- Paola Turci, cantautrice italiana (Roma, n. 1964)

## Cestiste(9)
- Paola Bordon, ex cestista italiana (Treviso, n. 1943)
- Paola Caccialanza, cestista italiana (Crema, n. 1989)
- Paola Dal Corso, ex cestista italiana (n. 1967)
- Paola Dalla Longa, ex cestista italiana
- Paola Mauriello, ex cestista e allenatrice di pallacanestro italiana (Benevento, n. 1981)
- Paola Mazzali, cestista italiana (Bolzano, n. 1974 - Affi, † 2006)
- Paola Montanaro, ex cestista italiana (Moncalieri, n. 1989)
- Paola Naranjo, ex cestista cilena (Santiago del Cile, n. 1978)
- Paola Piatta, ex cestista e allenatrice di pallacanestro italiana (Sondrio, n. 1965)

## Clavicembaliste(1)
- Paola Erdas, clavicembalista italiana (Sassari, n. 1965)

## Compositrici(2)
- Paola Marchetti, compositrice e pianista italiana (Pisa, n. 1904 - Torino, † 1942)
- Paola Massarenghi, compositrice italiana (Parma, n. 1565)

## Conduttrici televisive(7)
- Paola Barale, conduttrice televisiva, attrice e showgirl italiana (Fossano, n. 1967)
- Paola Cambiaghi, conduttrice televisiva e giornalista italiana (Morbegno, n. 1973)
- Paola Di Benedetto, conduttrice televisiva, conduttrice radiofonica e showgirl italiana (Vicenza, n. 1995)
- Paola Penni, conduttrice televisiva, cantante e attrice italiana (Bologna, n. 1942)
- Paola Perego, conduttrice televisiva, imprenditrice e conduttrice radiofonica italiana (Monza, n. 1966)
- Paola Rota, conduttrice televisiva e attrice italiana (n. 1968)
- Paola Tovaglia, conduttrice televisiva, doppiatrice e cantante italiana (Milano, n. 1965 - Milano, † 1994)

## Costumiste(2)
- Paola Marchesin, costumista italiana (Conegliano, n. 1955)
- Paola Nazzaro, costumista italiana (Avellino, n. 1959)

## Danzatrici(1)
- Paola Cantalupo, ballerina italiana (Genova, n. 1958)

## Designer(1)
- Paola Antonelli, designer e architetta italiana (Sassari, n. 1963)

## Dirigenti d'azienda(1)
- Paola De Micheli, dirigente d'azienda e politica italiana (Piacenza, n. 1973)

## Disc jockey(1)
- Paoletta, disc jockey e conduttrice radiofonica italiana (Capua, n. 1969)

## Discobole(1)
- Paola Paternoster, discobola, giavellottista e pesista italiana (Roma, n. 1935 - San Donato Milanese, † 2018)

## Doppiatrici(4)
- Paola Giannetti, doppiatrice, dialoghista e attrice italiana (Roma, n. 1957)
- Paola Majano, doppiatrice italiana (Chieti, n. 1962)
- Paola Piccinato, doppiatrice e dialoghista italiana (Roma, n. 1932)
- Paola Valentini, doppiatrice e dialoghista italiana (Pesaro, n. 1962)

## Drammaturghe(1)
- Paola Riccora, commediografa italiana (Napoli, n. 1884 - Napoli, † 1976)

## Filosofe(2)
- Paola Cavalieri, filosofa italiana (Roma, n. 1950)
- Paola Ricci Sindoni, filosofa italiana (Arezzo, n. 1950)

## Fondiste(1)
- Paola Pozzoni, ex fondista italiana (Lecco, n. 1965)

## Fotografe(3)
- Paola Agosti, fotografa italiana (Torino, n. 1947)
- Paola Ghirotti, fotografa italiana (Roma, n. 1955)
- Paola Mattioli, fotografa italiana (Milano, n. 1948)

## Fumettiste(1)
- Paola Barbato, fumettista e scrittrice italiana (Milano, n. 1971)

## Giavellottiste(1)
- Paola Padovan, giavellottista italiana (Feltre, n. 1995)

## Giornaliste(11)
- Paola Caridi, giornalista e blogger italiana (Roma, n. 1961)
- Paola Catapano, giornalista e conduttrice televisiva italiana (Lucera, n. 1963)
- Paola Ferrari, giornalista e conduttrice televisiva italiana (Milano, n. 1960)
- Paola Grosson, giornalista, scrittrice e attivista italiana (Bergamo, n. 1866 - Quarto dei Mille, † 1954)
- Paola Lombroso Carrara, giornalista, scrittrice e pedagogista italiana (Pavia, n. 1871 - Torino, † 1954)
- Paola Maugeri, giornalista, conduttrice televisiva e conduttrice radiofonica italiana (Roma, n. 1968)
- Paola Nurnberg, giornalista italiana (Genova, n. 1971)
- Paola Rivetta, giornalista e conduttrice televisiva italiana (Roma, n. 1962)
- Paola Rojas, giornalista messicana (Città del Messico, n. 1976)
- Paola Saluzzi, giornalista e conduttrice televisiva italiana (Roma, n. 1964)
- Paola Severini, giornalista, saggista e conduttrice radiofonica italiana (Roma, n. 1956)

## Hockeiste su prato(1)
- Paola Vukojicic, hockeista su prato argentina (n. 1974)

## Illustratrici(1)
- Paola Formica, illustratrice italiana (Milano)

## Informatiche(2)
- Paola Inverardi, informatica italiana (L'Aquila, n. 1957)
- Paola Velardi, informatica italiana (Roma, n. 1955)

## Maratonete(1)
- Paola Moro, ex maratoneta italiana (Bassano del Grappa, n. 1952)

## Mezzofondiste(2)
- Paola Pigni, mezzofondista italiana (Milano, n. 1945 - Roma, † 2021)
- Paola Testa, ex mezzofondista italiana (Lecco, n. 1969)

## Modelle(1)
- Paola Ruggeri, modella venezuelana (Caracas, n. 1961)

## Musicologhe(1)
- Paola Bernardi, musicologa e clavicembalista italiana (Vicenza, n. 1930 - Roma, † 1999)

## Nobildonne(5)
- Paola Gambara Costa, nobildonna e beata italiana (Verolanuova, n. 1463 - Bene Vagienna, † 1515)
- Paola Gonzaga, nobildonna italiana (Sabbioneta - † 1550)
- Paola Bianca Malatesta, nobildonna italiana (n. 1366 - Fano, † 1398)
- Paola Orsini, nobildonna italiana († 1371)
- Paola dei conti Antonelli, nobildonna italiana (n. 1918 - Pontedera, † 1994)

## Nobili(8)
- Paola Colonna, nobile italiana (Genazzano, n. 1380 - Piombino, † 1445)
- Paola Gonzaga, nobile italiana (Mantova, n. 1486 - Milano, † 1519)
- Paola Gonzaga, nobile italiana (Mantova, n. 1464 - Gorizia, † 1497)
- Paola Castiglioni Litta, nobile italiana (Milano, n. 1751 - Milano, † 1846)
- Paola Malatesta, nobile italiana (Pesaro, n. 1393 - Mantova, † 1453)
- Paola Martinengo, nobile italiana (Solferino, † 1574)
- Paola Pes di Villamarina, nobile italiana (Torino, n. 1838 - Gressoney-Saint-Jean, † 1914)
- Paola Secco, nobile italiana

## Nuotatrici(6)
- Paola Biagioli, nuotatrice italiana (Bagno a Ripoli, n. 1997)
- Paola Cavallino, ex nuotatrice italiana (Genova, n. 1977)
- Paola Celli, nuotatrice artistica e commentatrice televisiva italiana (Roma, n. 1967)
- Paola Lanzilotti, nuotatrice italiana (Torino, n. 1997)
- Paola Saini, ex nuotatrice italiana (Orta San Giulio, n. 1945)
- Paola Tirados, sincronetta spagnola (Las Palmas, n. 1980)

## Oceanografe(1)
- Paola Malanotte Rizzoli, oceanografa italiana (Lonigo, n. 1946)

## Orientaliste(1)
- Paola Cagnoni, orientalista e iamatologa italiana (Padova, n. 1940 - Padova, † 2004)

## Pallavoliste(7)
- Paola Cardullo, ex pallavolista italiana (Omegna, n. 1982)
- Paola Croce, ex pallavolista italiana (Roma, n. 1978)
- Paola Egonu, pallavolista italiana (Cittadella, n. 1998)
- Paola Paggi, ex pallavolista italiana (Ivrea, n. 1976)
- Paola Rivera, pallavolista portoricana (n. 1997)
- Paola Rojas, pallavolista portoricana (San Lorenzo, n. 1996)
- Paola Santiago, pallavolista portoricana (San Juan, n. 2000)

## Paroliere(2)
- Paola Blandi, paroliera italiana (Milano, n. 1955)
- Paola Palma, paroliera italiana (Caserta, n. 1969)

## Partigiane(2)
- Paola Del Din, partigiana italiana (Pieve di Cadore, n. 1923)
- Paola Garelli, partigiana italiana (Mondovì, n. 1916 - Savona, † 1944)

## Pattinatrici artistiche a rotelle(1)
- Paola Fraschini, pattinatrice artistica a rotelle italiana (Genova, n. 1984)

## Pilote di rally(1)
- Paola de Martini, pilota di rally italiana (Milano, n. 1964)

## Pilote motociclistiche(1)
- Paola Cazzola, pilota motociclistica italiana (Vicenza, n. 1977)

## Pittrici(2)
- Paola Consolo, pittrice italiana (Venezia, n. 1908 - Milano, † 1933)
- Paola Levi-Montalcini, pittrice italiana (Torino, n. 1909 - Roma, † 2000)

## Poetesse(1)
- Paola Casoli, poetessa italiana (Genova, n. 1946)

## Politiche(21)
- Paola Ambrogio, politica italiana (Torino, n. 1970)
- Paola Balducci, politica e giurista italiana (Roma, n. 1949)
- Paola Boldrini, politica italiana (Occhiobello, n. 1960)
- Paola Carinelli, politica italiana (Brescia, n. 1980)
- Paola Cavigliasso, politica italiana (Murello, n. 1942)
- Paola Maria Chiesa, politica italiana (Pavia, n. 1979)
- Paola De Pin, politica italiana (Fontanelle, n. 1966)
- Paola Deiana, politica italiana (Alghero, n. 1985)
- Paola Frassinetti, politica italiana (Genova, n. 1956)
- Paola Gaiotti De Biase, politica italiana (Napoli, n. 1927 - Roma, † 2022)
- Paola Ghidoni, politica italiana (Montecchio Maggiore, n. 1963)
- Paola Goisis, politica italiana (Livorno, n. 1946)
- Paola Mancini, politica italiana (Asola, n. 1973)
- Paola Manzini, politica italiana (Vignola, n. 1955 - Modena, † 2009)
- Paola Mariani, politica italiana (Macerata, n. 1959)
- Paola Massidda, politica italiana (Carbonia, n. 1965)
- Paola Nugnes, politica italiana (Napoli, n. 1962)
- Paola Pelino, politica italiana (Sulmona, n. 1954)
- Paola Pinna, politica italiana (Cagliari, n. 1974)
- Paola Pisano, politica e economista italiana (Torino, n. 1977)
- Paola Taverna, politica italiana (Roma, n. 1969)

## Produttrici cinematografiche(1)
- Paola Lucisano, produttrice cinematografica, produttrice televisiva e autrice televisiva italiana

## Psichiatre(1)
- Paola Binetti, psichiatra e politica italiana (Roma, n. 1943)

## Registe(3)
- Paola Faloja, regista, attrice e traduttrice italiana (Collevecchio, n. 1933 - Roma, † 2013)
- Paola Galassi, regista italiana (Milano, n. 1963)
- Paola Randi, regista cinematografica e sceneggiatrice italiana (Milano, n. 1970)

## Religiose(4)
- Paola Elisabetta Cerioli, religiosa italiana (Soncino, n. 1816 - Comonte di Seriate, † 1865)
- Paola Frassinetti, religiosa e santa italiana (Genova, n. 1809 - Roma, † 1882)
- Paola Montaldi, religiosa italiana (Volta Mantovana, n. 1443 - Mantova, † 1514)
- Paola Antonia Negri, religiosa italiana (Castellanza, n. 1508 - Milano, † 1555)

## Rugbiste a 15(1)
- Paola Zangirolami, ex rugbista a 15 italiana (Noventa Vicentina, n. 1984)

## Sante(1)
- Paola Romana, santa romana (Roma, n. 347 - Betlemme, † 404)

## Sceneggiatrici(2)
- Paola Ojetti, sceneggiatrice, traduttrice e critica cinematografica italiana (Firenze, n. 1911 - Firenze, † 1978)
- Paola Pascolini, sceneggiatrice italiana (Grottaglie, n. 1942)

## Scenografe(3)
- Paola Bizzarri, scenografa italiana (Roma, n. 1960)
- Paola Comencini, scenografa e costumista italiana (Roma, n. 1951)
- Paola Zamagni, scenografa italiana (Cesena, n. 1961)

## Schermitrici(1)
- Paola Guarneri, schermitrice italiana (Albano Laziale, n. 1990)

## Sciatrici alpine(6)
- Paola Hofer, ex sciatrice alpina italiana (Bolzano, n. 1954)
- Paoletta Magoni, ex sciatrice alpina italiana (Selvino, n. 1964)
- Paola Marciandi, ex sciatrice alpina italiana (n. 1962)
- Paola Mosca Barberis, ex sciatrice alpina italiana (Biella, n. 1977)
- Paola Strauss, ex sciatrice alpina italiana (n. 1948)
- Paola Toniolli, ex sciatrice alpina italiana (n. 1961)

## Scrittrici(11)
- Paola Calvetti, scrittrice e giornalista italiana (Milano, n. 1955)
- Paola Campanile, scrittrice italiana (Bari, n. 1940 - Sondrio, † 2016)
- Paola Capriolo, scrittrice e traduttrice italiana (Milano, n. 1962)
- Paola Drigo, scrittrice italiana (Castelfranco Veneto, n. 1876 - Padova, † 1938)
- Paola Giovetti, scrittrice e giornalista italiana (Firenze, n. 1938)
- Paola Mammini, scrittrice e sceneggiatrice italiana (Roma, n. 1963)
- Paola Masino, scrittrice, traduttrice e librettista italiana (Pisa, n. 1908 - Roma, † 1989)
- Paola Mastrocola, scrittrice italiana (Torino, n. 1956)
- Paola Predicatori, scrittrice italiana (Senigallia, n. 1967)
- Paola Staccioli, scrittrice e attivista italiana (Roma, n. 1958 - Roma, † 2021)
- Paola Zannoner, scrittrice, critica letteraria e blogger italiana (Grosseto, n. 1958)

## Sindacaliste(1)
- Paola Agnello Modica, sindacalista italiana (Buscemi, n. 1954)

## Soprani(1)
- Paola Sanguinetti, soprano italiano (Parma, n. 1958)

## Sovrane(1)
- Paola Ruffo di Calabria, regina italiana (Forte dei Marmi, n. 1937)

## Stiliste(1)
- Paola Frani, stilista italiana (Cesena, n. 1962)

## Storiche dell'arte(2)
- Paola Barocchi, storica dell'arte italiana (Firenze, n. 1927 - Firenze, † 2016)
- Paola Pallottino, storica dell'arte, illustratrice e paroliera italiana (Roma, n. 1939)

## Tenniste(2)
- Paola Bologna, tennista italiana (Torino, n. 1898 - Torino, † 1960)
- Paola Suárez, ex tennista argentina (Pergamino, n. 1976)

## Tiratrici a volo(1)
- Paola Cuccarolo, tiratrice a volo italiana (Padova, n. 1979)

## Traduttrici(1)
- Paola Maria Minucci, traduttrice e critica letteraria italiana (Grosseto, n. 1948)

## Tuffatrici(1)
- Paola Espinosa, tuffatrice messicana (La Paz, n. 1986)

## Ultramaratonete(1)
- Paola Sanna, ultramaratoneta italiana (Bergamo, n. 1977)

## Veliste(1)
- Paola Vittoria, ex velista italiana (Napoli, n. 1960)

## Velociste(1)
- Paola Bolognesi, ex velocista italiana (Genova, n. 1952)

## Senza attività specificata(6)
- Paola Bazzi, sciatrice d'erba italiana (Bellano, n. 1977)
- Paola Besuschio, ex brigatista italiana (Verona, n. 1948)
- Paola Marella, architetta, designer e conduttrice televisiva italiana (Milano, n. 1963 - Milano, † 2024)
- Paola Navone, architetta e designer italiana (Torino, n. 1950)
- Paola Pezzo, ex mountain biker italiana (Bosco Chiesanuova, n. 1969)
- Paola Viganò, architetta italiana (Sondrio, n. 1961)